# Circonscription de Fahs-Anjra
La circonscription de Fahs-Anjra est la circonscriptions législatives marocaines de la province de Fahs-Anjra située en région Tanger-Tétouan-Al Hoceïma. Elle est représentée dans la Xe législature par Souad Boulaich El Hajraoui et Redouan Nouinou.

## Historique des députations
| Législature | Début de mandat  | Fin de mandat    | Députés élus | Députés élus                     | Députés élus | Députés élus                |
| ----------- | ---------------- | ---------------- | ------------ | -------------------------------- | ------------ | --------------------------- |
| IXe         | 26 novembre 2011 | 7 octobre 2016   |              | Souad Boulaich El Hajraoui (PJD) |              | Abdelouahed Chat (RNI)      |
| Xe          | 8 octobre 2016   | 8 septembre 2021 |              | Souad Boulaich El Hajraoui (PJD) |              | Redouan Nouinou (PAM)       |
| XIe         | 9 septembre 2021 | ?                |              | Idriss Saour Mansouri (PI)       |              | Abdeslam El Hassnaoui (RNI) |

## Historique des élections

### Découpage électoral d'octobre 2011

#### Élections de 2016
| Parti       | Parti                                         | Voix   | %      | Député(s) élus             |  |
| ----------- | --------------------------------------------- | ------ | ------ | -------------------------- |  |
|             | Parti de la justice et du développement (PJD) | 7 594  | 37,69  | Souad Boulaich El Hajraoui |  |
|             | Parti authenticité et modernité (PAM)         | 6 558  | 32,55  | Redouan Nouinou            |  |
|             | Rassemblement national des indépendants (RNI) | 4 819  | 23,92  |                            |  |
|             | Parti Al Ahd Addimocrati (AHD)                | 524    | 2,60   |                            |  |
|             | Parti de l'Istiqlal (PI)                      | 379    | 1,88   |                            |  |
|             | Union socialiste des forces populaires (USFP) | 161    | 0,80   |                            |  |
|             | Fédération de la gauche démocratique (FGD)    | 79     | 0,39   |                            |  |
|             | Parti de la renaissance (PAN)                 | 19     | 0,09   |                            |  |
|             | Front des forces démocratiques (FFD)          | 17     | 0,08   |                            |  |
|             |                                               |        |        |                            |  |
| Inscrits    | Inscrits                                      | 34 747 | 100,00 |                            |  |
| Abstentions | Abstentions                                   | 14 597 | 42,01  |                            |  |
| Exprimés    | Exprimés                                      | 20 150 | 57,99  |                            |  |

#### Élections de 2021
| Parti       | Parti                                         | Voix   | %      | Députés élus          |  |
| ----------- | --------------------------------------------- | ------ | ------ | --------------------- |  |
|             | Rassemblement national des indépendants (RNI) | 14 643 | 50,30  | Abdeslam El Hassnaoui |  |
|             | Parti de l'Istiqlal (PI)                      | 10 096 | 34,68  | Idriss Saour Mansouri |  |
|             | Parti de la justice et du développement (PJD) | 2 534  | 8,70   |                       |  |
|             | Parti du progrès et du socialisme (PPS)       | 1 098  | 3,77   |                       |  |
|             | Parti authenticité et modernité (PAM)         | 369    | 1,27   |                       |  |
|             | Union socialiste des forces populaires (USFP) | 204    | 0,70   |                       |  |
|             | Alliance de la fédération de gauche (AGD)     | 152    | 0,52   |                       |  |
|             | Parti de la renaissance (PAN)                 | 11     | 0,04   |                       |  |
|             | Parti travailliste (PT)                       | 3      | 0,01   |                       |  |
|             |                                               |        |        |                       |  |
| Inscrits    | Inscrits                                      | 41 503 | 100,00 |                       |  |
| Abstentions | Abstentions                                   | 12 393 | 29,86  |                       |  |
| Exprimés    | Exprimés                                      | 29 110 | 70,14  |                       |  |